# Unser Lied für Lissabon
Unser Lied für Lissabon war die deutsche Vorentscheidung für den Eurovision Song Contest 2018 im portugiesischen Lissabon. Die Veranstaltung fand am 22. Februar 2018 im Studio Berlin Adlershof statt.
Die Sendung wurde von Linda Zervakis (Tagesschau) und Elton (Wer weiß denn sowas?) moderiert. Mike Singer trat in der Pause mit seinem Lied Deja Vu auf. Regie führte Volker Weicker, das Drehbuch stammte von Christoph Schulte-Richtering und Christian Busemann.
Michael Schulte gewann mit dem Lied You Let Me Walk Alone. Er erreichte im Finale des Eurovision Song Contest den vierten Platz und damit die erste Top-fünf-Platzierung seit 2010.

## Format
An der Auswahl des deutschen Beitrags wirkten 2018 ein Eurovisions-Panel, das aus 100 Personen aus Deutschland bestand, weil das deutsche Televotingergebnis über die vergangenen Jahre fast deckungsgleich mit dem europäischen Zuschauerergebnis war, und eine 20- bis 25-köpfige internationale Jury mit, deren Mitglieder bereits in ihren jeweiligen Heimatländern als Teil der nationalen Jury ESC-Erfahrung hatten. In einer Liveshow hatten Fernsehzuschauer aus Deutschland die Möglichkeit, für einen Interpreten per Televoting abzustimmen. Margaret Berger, die norwegische Teilnehmerin von 2013 verkündete die Punkte für die Jury, Anke Giffhorn (ein Mitglied des 100-köpfigen Eurovision-Panels) stellvertretend die des Panels, und das Ergebnis des Televotings gab Jon Ola Sand, der Executive Supervisor des ESC bekannt.
Der NDR arbeitete mit 17 Interpreten zusammen, um einen Eindruck vom Gesang und der Bühnenpräsenz der Kandidaten zu gewinnen. Anschließend wählten das Eurovision-Panel und die internationale Jury die sechs Teilnehmer für die deutsche Vorentscheidung aus. Vom 10. bis 12. Januar 2018 fand ein Song-Writing-Camp statt, bei dem an den Liedern für die Interpreten gearbeitet wurde. Als Austragungsort diente das Studio Berlin Adlershof in Berlin.

### Internationale Jury
Die Jury bestand aus ehemaligen Mitgliedern der Jurys bzw. aus Künstlern, die am Eurovision Song Contest teilgenommen haben.
| Name                   | Alter | Bekannt als                                                                                 |
| ---------------------- | ----- | ------------------------------------------------------------------------------------------- |
| Filip Adamo            | 41    | Musikmanager                                                                                |
| Einar Bárðarson        | 45    | Songwriter, Musikproduzent, Konzert- und Künstleragent                                      |
| Typh Barrow            | 30    | Sängerin, Komponistin                                                                       |
| Bruno Berberes         | 59    | Casting Director, Produzent, Komponist, Coach                                               |
| Margaret Berger        | 32    | Sängerin, Songwriterin, DJ, norwegische Vertreterin beim Eurovision Song Contest 2013       |
| Argyro Christodoulidou | 35    | Komponistin, Songwriterin                                                                   |
| Mark de Lisser         | 42    | Vocal-Coach                                                                                 |
| Henrik Johnsson        | 45    | Moderator, TV-Produzent                                                                     |
| Rafailas Karpis        | 34    | Opernsänger                                                                                 |
| Tinkara Kovač          | 39    | Sängerin, slowenische Vertreterin beim Eurovision Song Contest 2014                         |
| Maria Marcus           | 38    | Produzentin, Songwriterin                                                                   |
| Anca Lupes             | 49    | Musikmanagerin                                                                              |
| Florent Luyckx         | 54    | Geschäftsführer der Q-Group                                                                 |
| Gore Meilan            | 30    | Sänger, Songwriter und Produzent                                                            |
| Rennie Mirro           | 46    | Sänger, Schauspieler                                                                        |
| Helga Möller           | 60    | Sängerin, isländische Vertreterin beim Eurovision Song Contest 1986 als Teil der Gruppe ICY |
| Ruth Lorenzo           | 35    | Sängerin, spanische Vertreterin beim Eurovision Song Contest 2014                           |
| Sascha Reimann         | 44    | Musiker, Rapper und Schauspieler                                                            |
| Grzegorz Urban         | 34    | Komponist                                                                                   |
| Sasha Saedi            |       | Musikmanager                                                                                |

### Songwriting Camp
Folgende Songschreiber nahmen am Songwriting Camp teil:
- – Billy Austin
- – Axel Ehnström
- – Ricardo „Richy“ Bettiol
- – Alex Freund
- – Martin Gallop
- – Loren Nine Geerts
- – Nisse Ingerwersen
- – Nina Müller
- – Jaro Omar
- – Josh Tapen
- – Janik Riegert
- – Rainer Rütsch
- – Thomas Stengaard
- – Joe Walter
- – Alexander Zuckowski

## Teilnehmer
Am 29. Dezember wurden die sechs Teilnehmer von Unser Lied für Lissabon bekanntgegeben. Die Titel der Lieder wurden am 13., die Songs selbst am 20. Februar 2018 veröffentlicht.

### Ergebnisliste
| Platz | Startnr. | Interpret       | Lied Musik (M) und Text (T) | Sprache           | Übersetzung (Inoffiziell)   | Jury    | Jury   | Zuschauer                  | Zuschauer | Eurovision-Panel | Eurovision-Panel | Gesamt | Bild            |
| Platz | Startnr. | Interpret       | Lied Musik (M) und Text (T) | Sprache           | Übersetzung (Inoffiziell)   | Stimmen | Punkte | Stimmen (Televoting & SMS) | Punkte    | Stimmen          | Punkte           | Gesamt | Bild            |
| ----- | -------- | --------------- | --- | ----------------- | --------------------------- | ------- | ------ | -------------------------- | --------- | ---------------- | ---------------- | ------ | --------------- |
| 1.    | 6        | Michael Schulte | You Let Me Walk Alone M/T: Michael Schulte, Thomas Stengaard, Nisse Ingwersen, Nina Müller                                                 | Englisch          | Du lässt mich alleine gehen | 218     | 12     | 140.491                    | 12        | 1.015            | 12               | 36     | Michael Schulte |
| 2.    | 4        | Xavier Darcy    | Jonah M/T: Xavier Darcy, Loren Nine Geerts, Axel Ehnström, Thomas Stengaard                                                                | Englisch          | –                           | 185     | 10     | 45.010                     | 07        | 0770             | 08               | 25     |                 |
| 3.    | 2        | Ryk             | You and I M/T: Rick Jurthe | Englisch          | Du und ich                  | 169     | 08     | 035.700                    | 05        | 0931             | 10               | 23     |                 |
| 4.    | 5        | Ivy Quainoo     | House On Fire M/T: Jörgen Elofsson, Ali Tamposi                                                                                            | Englisch          | Brennendes Haus             | 148     | 07     | 047.639                    | 08        | 0736             | 07               | 22     | Ivy Quainool    |
| 5.    | 3        | Voxxclub        | I mog Di so M: Merty Bert, Mike Busse, Philipp Klemz, Lennard Oestmann; T: Joe Walter, Philipp Klemz, Martin Simma, Merty Bert, Mike Busse | Deutsch, Englisch | Ich mag dich so             | 118     | 05     | 121.336                    | 10        | 0718             | 06               | 21     | Voxxclub        |
| 6.    | 1        | Natia Todua     | My Own Way M/T: Loren Nine Geerts, Ricardo Bettiol, Martin Gallop, Jaro Omar                                                               | Englisch          | Mein eigener Weg            | 122     | 06     | 037.343                    | 06        | 0630             | 05               | 17     |                 |

#### Jury
| Jurypunkte | Jurypunkte | Jurypunkte            | Jurypunkte | Jurypunkte | Jurypunkte | Jurypunkte | Jurypunkte | Jurypunkte | Jurypunkte | Jurypunkte | Jurypunkte | Jurypunkte | Jurypunkte | Jurypunkte | Jurypunkte | Jurypunkte | Jurypunkte | Jurypunkte | Jurypunkte | Jurypunkte | Jurypunkte | Jurypunkte | Jurypunkte |
| Platz | Startnr.   | Lied                  | SE         | IS         | BE         | FR         | NO         | CY         | GB         | SE         | LT         | SL         | SE         | RO         | NL         | AM         | SE         | IS         | ES         | DE         | PL         | AT         | Gesamt     |
| --- | ---------- | --------------------- | ---------- | ---------- | ---------- | ---------- | ---------- | ---------- | ---------- | ---------- | ---------- | ---------- | ---------- | ---------- | ---------- | ---------- | ---------- | ---------- | ---------- | ---------- | ---------- | ---------- | ---------- |
| 1. | 6          | You Let Me Walk Alone | 8          | 12         | 12         | 8          | 10         | 12         | 12         | 8          | 10         | 12         | 12         | 12         | 12         | 12         | 10         | 12         | 12         | 8          | 12         | 12         | 218        |
| 2. | 4          | Jonah                 | 12         | 10         | 7          | 5          | 12         | 10         | 8          | 12         | 8          | 10         | 8          | 5          | 8          | 10         | 12         | 6          | 10         | 12         | 10         | 10         | 185        |
| 3. | 2          | You and I             | 10         | 7          | 10         | 7          | 7          | 7          | 6          | 10         | 12         | 8          | 10         | 10         | 10         | 8          | 7          | 10         | 6          | 10         | 6          | 8          | 169        |
| 4. | 5          | House On Fire         | 6          | 6          | 8          | 12         | 8          | 8          | 7          | 5          | 7          | 7          | 6          | 8          | 7          | 7          | 8          | 8          | 8          | 7          | 8          | 7          | 148        |
| 5. | 1          | My Own Way            | 7          | 8          | 6          | 6          | 6          | 5          | 5          | 7          | 6          | 6          | 7          | 7          | 5          | 6          | 6          | 5          | 5          | 6          | 7          | 6          | 122        |
| 6. | 3          | I mog Di so           | 5          | 5          | 5          | 10         | 5          | 6          | 10         | 6          | 5          | 5          | 5          | 6          | 6          | 5          | 5          | 7          | 7          | 5          | 5          | 5          | 118        |
| Jury |            |                       |            |            |            |            |            |            |            |            |            |            |            |            |            |            |            |            |            |            |            |            |            |
| - – Filip Adamo - – Einar Bárðarson - – Tiffany Baworowski - – Bruno Berberès - – Margaret Berger - – Argyro Christodoulidou - – Mark de Lisser - – Henrik Johnsson - – Rafailas Karpis - – Tinkara Kovač - – Maria Eva Liundin - – Anca Lupes - – Florent Luyckx - – Gore Meilan - – Rennie Mirro - – Helga Möller - – Ruth Lorenzo Pascual - – Sascha Reimann - – Grzegorz Urban - – Sasha Saedi |            |                       |            |            |            |            |            |            |            |            |            |            |            |            |            |            |            |            |            |            |            |            |            |

## Quoten
Unser Lied für Lissabon war mit 3,17 Millionen Zuschauern etwas erfolgreicher als Unser Song 2017. Seit 2012 ist der Marktanteil erstmals einstellig.
| Sendung                 | Zuschauer | Zuschauer       | Marktanteil | Marktanteil     |
| Sendung                 | Gesamt    | 14 bis 49 Jahre | Gesamt      | 14 bis 49 Jahre |
| ----------------------- | --------- | --------------- | ----------- | --------------- |
| Unser Lied für Lissabon | 3,17 Mio. | 0,95 Mio.       | 9,9 %       | 8,5 %           |